# 蘇利安圓形地 (巴士總站)
蘇利安圓形地（葡萄牙語：Rotunda Leonel Sousa）位於氹仔海洋花園大馬路的終點站和史伯泰海軍將軍馬路的中途站，澳巴35、36路線以此站為終點站，澳巴11、21A、22、28A、50、50B、MT1、MT2、MT5、N2、N3、N5，新福利25、25B、26A、33、H3路線途經此站。

## 歷史
- 2006年11月10日，MT2路線開設，往返程新增停靠本站。[1]

- 2008年9月20日，N2路線開設，新增停靠本站。[2]

- 2011年12月27日，50X路線開設，新增停靠本站。[3]

- 2012年6月1日，35和36路線終點站由「海洋花園瞭望台」站遷至本站。[4]

- 2015年9月1日，MT5路線開設，新增停靠本站。[5]

- 2016年4月20日，N5路線新增停靠本站。[6]

- 2016年8月25日至9月29日，E02路線臨時開設，新增停靠本站。[7]

- 2016年12月18日，MT1路線新增停靠本站。MT2路線往城市日前地方向取消停靠本站。[8]

- 2017年4月10日，30X路線新增停靠本站。[9]

- 2018年6月30日至8月16日，因新馬路排水系統工程影響，26AT路線臨時開設，新增停靠本站。[10][11]

- 2021年1月11日起，30X路線取消停靠本站。[12]

- 2022年5月28日，H3路線新增停靠本站。[13]

## 設施
- 兩個候車亭
- 澳巴站長室
- 一個流動廁所

## 各車道安排
|                | |               | |  |  |
| → 蘇利安圓形地 | T330/1 11、21A路線 媽閣（媽閣交通樞紐） 22路線 祐漢 25、25B路線 關閘（關閘總站） 26A、N2路線 筷子基北灣 28A路線 外港碼頭 33路線 筷子基 50、50B、MT1路線 城市日前地 H3路線 山頂醫院（山頂醫院急診大樓） MT5路線 皇朝 N3路線 亞馬喇前地 | T330/2 落客站 | T330/4 11路線 氹仔官也街 35路線 澳門協和醫院 36路線 澳門機場 MT2路線 氹仔中央公園 N5路線 蝴蝶谷大馬路 |  |  |

## 路線資料

### 終點站路線資料
| 澳巴 | 35 | 蘇利安圓形地 | ↺ 澳門協和醫院 輕軌協和醫院站 | - 海洋花園 - 氹仔市區（宋玉生博士圓形地、大中華廣場、泉裕） - 湖畔大廈及湖畔公園 - 澳門運動場（ 輕軌運動場站） - 望德聖母灣（ 輕軌排角站） - 偉龍馬路（土木工程實驗室） - 機場貨運站（ 輕軌科大站） - 駕考中心 - 機場大馬路（輕軌車廠） - 上葡京及葡京人 - 蓮花路（路環發電廠） |
| 澳巴 | 36 | 蘇利安圓形地 | ↺ 澳門機場 輕軌機場站         | - 海洋花園（海洋廣場、衛生中心）（ 輕軌海洋站） - 柯維納馬路（ 輕軌馬會站） - 廣東大馬路（星皓廣場） - 氹仔市區（中央公園、泉裕豪庭） - 湖畔大廈 - 海灣花園（海城閣） - 北安（出入境事務大樓） - 氹仔客運碼頭（ 輕軌氹仔碼頭站）                                                |

### 中途站路線資料
| 澳巴   | 11  | ↺ 氹仔官也街                 | 媽閣 輕軌媽閣站 媽閣交通樞紐 | - 亞馬喇前地 - 殷皇子馬路及新馬路 - 河邊新街（粵通碼頭、司打口、下環） - 媽閣廟 |                                         |
| 澳巴   | 21A | 九澳油庫                     | 媽閣 輕軌媽閣站 媽閣交通樞紐 | - 亞馬喇前地 - 殷皇子馬路及新馬路 - 河邊新街（粵通碼頭、司打口、下環） - 媽閣廟 |                                         |
| 澳巴   | 22  | ↺ 柯維納馬路 輕軌馬會站      | 祐漢                         | - 亞馬喇前地 - 財神酒店 - 水坑尾街 - 盧廉若公園 - 高士德（培正中學） - 俾利喇街及澳廣視 - 黑沙環（龍園） |                                         |
| 新福利 | 25  | ↺ 路環市區                   | 關閘 關閘總站                | - 亞馬喇前地 - 財神酒店 - 水坑尾街 - 高士德（培正中學、亞利鴉架街） - 提督馬路（蓮峰游泳池） - 台山（巴波沙） |                                         |
| 新福利 | 25B | 橫琴澳方口岸 輕軌橫琴站      | 關閘 關閘總站                | - 亞馬喇前地 - 財神酒店及假日酒店 - 羅理基（治安警察局） - 水坑尾街 - 盧廉若公園 - 高士德（培正中學、亞利鴉架街） - 白朗古將軍馬路（逸園賽狗場） - 台山（菜園涌邊街） |                                         |
| 新福利 | 26A | 黑沙海灘                     | 筷子基北灣                   | - 亞馬喇前地 - 殷皇子馬路及新馬路 - 十六浦及水上街市 - 沙梨頭海邊街 - 提督馬路（紅街市、蓮峰游泳池） - 青洲大馬路（北區警司處、嘉應花園） |                                         |
| 澳巴   | 28A | ↺ 柯維納馬路 輕軌馬會站      | 外港碼頭                     | - 亞馬喇前地 - 財神酒店及假日酒店 - 高美士（利澳、理工大學、大賽車博物館、馬六甲街停車場） |                                         |
| 新福利 | 33  | ↺ 柯維納馬路 輕軌馬會站      | 筷子基                       | - 亞馬喇前地 - 殷皇子馬路及新馬路 - 十六浦及水上街市 - 沙梨頭海邊街 - 提督馬路（紅街市、蓮峰游泳池） - 青洲大馬路（北區警司處） - 逸園賽狗場 |                                         |
| 澳巴   | 50  | ↺ 路環市區                   | 城市日前地                   | - 亞馬喇前地 - 財神酒店及假日酒店 - 皇朝（宋玉生廣場、柏嘉街、凱旋門、永利、美高梅） |                                         |
| 澳巴   | 50B | ↺ 駕考中心                   | 城市日前地                   | - 亞馬喇前地 |                                         |
| 新福利 | H3  | 蝴蝶谷大馬路                 | ↺ 山頂醫院 山頂醫院急診大樓  | - 加思欄馬路 |                                         |
| 澳巴   | MT1 | ↺ 澳門機場 輕軌機場站        | 城市日前地                   | - 亞馬喇前地 - 總統酒店 |                                         |
| 澳巴   | MT5 | 湖畔大廈                     | ↺ 皇朝                       | - 亞馬喇前地 - 總統酒店 - 城市日大馬路（凱旋門、永利、美高梅） | 平日尖峰時段服務 例假日及強制性假期停駛 |
| 澳巴   | N2  | 氹仔客運碼頭 輕軌氹仔碼頭站  | 筷子基北灣                   | - 海洋花園及氹仔海濱休憩區 - 西灣（初級法院大樓、燒灰爐、巴掌圍） - 亞馬喇前地 - 葡京酒店及財神酒店 - 水坑尾街 - 盧廉若公園 - 高士德（培正中學、亞利鴉架街、紅街市） - 沙梨頭南街（運順新邨、Donki） - 俾若翰街（綠楊花園）                                                                                             | 夜間路線                                |
| 澳巴   | N3  | ↺ 路環市區                   | 亞馬喇前地                   | - 海洋花園及氹仔海濱休憩區 - 媽閣碼頭（ 輕軌媽閣站） - 河邊新街（凱泉灣、李道巷） - 內港客運碼頭 - 新馬路及殷皇子馬路 | 夜間路線                                |
| T330/4 |     |                              |                              | |                                         |
| 澳巴   | 11  | 媽閣 輕軌媽閣站 媽閣交通樞紐 | ↺ 氹仔官也街                 | - 海洋花園（海洋廣場、衛生中心）（ 輕軌海洋站） - 柯維納馬路及南新花園（ 輕軌馬會站） - 美景花園（ 輕軌運動場站） - 布拉干薩街 - 星皓廣場 - 氹仔市區（中央公園、泉裕） |                                         |
| 澳巴   | MT2 | 城市日前地                   | ↺ 氹仔中央公園               | - 海洋花園（海洋廣場、衛生中心）（ 輕軌海洋站） - 柯維納馬路及南新花園（ 輕軌馬會站） - 美景花園（ 輕軌運動場站） |                                         |
| 澳巴   | N5  | 亞馬喇前地                   | ↺ 蝴蝶谷大馬路               | - 海洋花園（海洋廣場、衛生中心）（ 輕軌海洋站） - 柯維納馬路及南新花園（ 輕軌馬會站） - 氹仔中央公園及濠珀 - 氹仔市區（泉亮花園） - 湖畔大廈 - 氹仔嘉樂庇馬路（茵景園、大潭山一號） - 偉龍馬路（土木工程實驗室） - 科大及機場貨運站（ 輕軌科大站） - 永利皇宮（ 輕軌路氹東站） - 上葡京及葡京人 - 蓮花路 - 石排灣公屋群 | 夜間路線                                |

## 外部連結
- 新福利官方網站 （繁體中文） （页面存档备份，存于）
- 澳巴官方網站 （繁體中文） （页面存档备份，存于）